# Sigma SD14
Die Sigma SD14 ist die dritte digitale Spiegelreflexkamera von Sigma nach der SD9 und der SD10.
Wie alle digitalen Sigma-Spiegelreflexkameras verwendet die SD14 einen Foveon-X3-Direktbildsensor. Die Kamera verfügt über einen Sigma-Wechselobjektivanschluss. Als durchaus sinnvolle Hybrid-Anordnung entspricht dieser dem Pentax-K-Bajonett mit dem um 1,5 mm geringeren Canon-EOS-Auflagemaß (44 mm) und den damit verbundenen, allerdings nicht deckenden Kontakten. Die Verwendung von M42-Objektiven ist mittels Adapter möglich. Anders als ihre Vorgängerinnen verfügt die SD14 über ein eingebautes Blitzgerät, kann Bilder im JPEG-Modus speichern und verfügt nicht mehr über das Sigma-Außenbajonett (für das aber auch nie Objektive angeboten wurden). Das Sigma-Innenbajonett blieb kompatibel. Die Anzahl der Bildpunkte des speziellen CMOS-Bildsensors beträgt für jede einzelne der Farben Rot, Grün und Blau etwa 4,7 Millionen, so dass für jede Aufnahme etwa 14 Millionen Messwerte, entsprechend etwa 9 Megapixel eines konventionellen Sensors, zur Verfügung stehen.
Nachfolger ist die SD15.

## Aktuelle Firmware
- Version 1.08

## Mitgeliefertes Zubehör
- Sigma BP-21 Spezialakku (Lithiumionen (Li-Ion), 1.500 mAh, Akku wird in vielen anderen DSLR verwandt und damit günstig verfügbar bei Drittanbietern)
- Sigma BC-21-Ladegerät für BP-21
- Videoanschlusskabel, USB-Anschlusskabel
- Gehäuse-Deckel,Tragegurt

## Optionales Zubehör
- Sigma CR-21 Kabelfernbedienung, Sigma RS-31 Drahtlose Fernbedienung
- Sigma PG-21 Akku-/Batteriegriff (nimmt 2 Akkus BP-21 auf), Sigma SAC-2 Netzgerät
- Sigma EF-500, EF530, EF-610 DG Super/DG ST Systemblitzgeräte, Sigma EM-140 DG Ringblitz

## Sigma Photo Pro
Mit der Software Sigma Photo Pro können Bildbearbeitung und Konvertierung von RAW- in JPEG- oder TIFF-Dateien bei allen Kameras der SD-Reihe durchgeführt werden.
Die Version 6.x kann kostenlos für Windows 7+ und Mac OS ab Version 10.7 (6.3.0) heruntergeladen werden. Aktuell sind die Software-Versionen 6.5.4 (Win7+) und 6.5.5 (MacOSX 10.9+) verfügbar.
Die Software wird für die Sigma-SLR-Kameras SD9, SD10, SD14, SD15, SD1 Merrill, die neue SD 1 Quattro (H) und auch für die Sigma DP-Reihen verwendet.